# Uromyrtus thymifolia
Uromyrtus thymifolia är en myrtenväxtart som först beskrevs av Jules Émile Planchon och André Guillaumin, och fick sitt nu gällande namn av Karl Ewald Maximilian Burret. Uromyrtus thymifolia ingår i släktet Uromyrtus och familjen myrtenväxter.
Artens utbredningsområde är Nya Kaledonien. Inga underarter finns listade i Catalogue of Life.